# Nikolaos Kounelakis
Nikolaos Kounelakis (in greco: Νικόλαος Κουνελάκης) (Creta, 1829 – Il Cairo, 1869) è stato un pittore greco.

## Biografia
Nacque nel 1829 a Creta, dalla quale dovette scappare assieme alla sua famiglia a causa delle persecuzioni dei turchi. Si rifugiò prima ad Odessa e poi a San Pietroburgo dove studiò pittura all'Accademia delle Belle Arti. In seguito continuò i suoi studi a Roma e Firenze. In Italia, si sposò ma sua moglie morì circa un anno dopo di tubercolosi. Ammalatosi anch'egli della medesima malattia, si trasferì in Egitto per curarsi ma morì quarantenne nel 1869.

## Opere

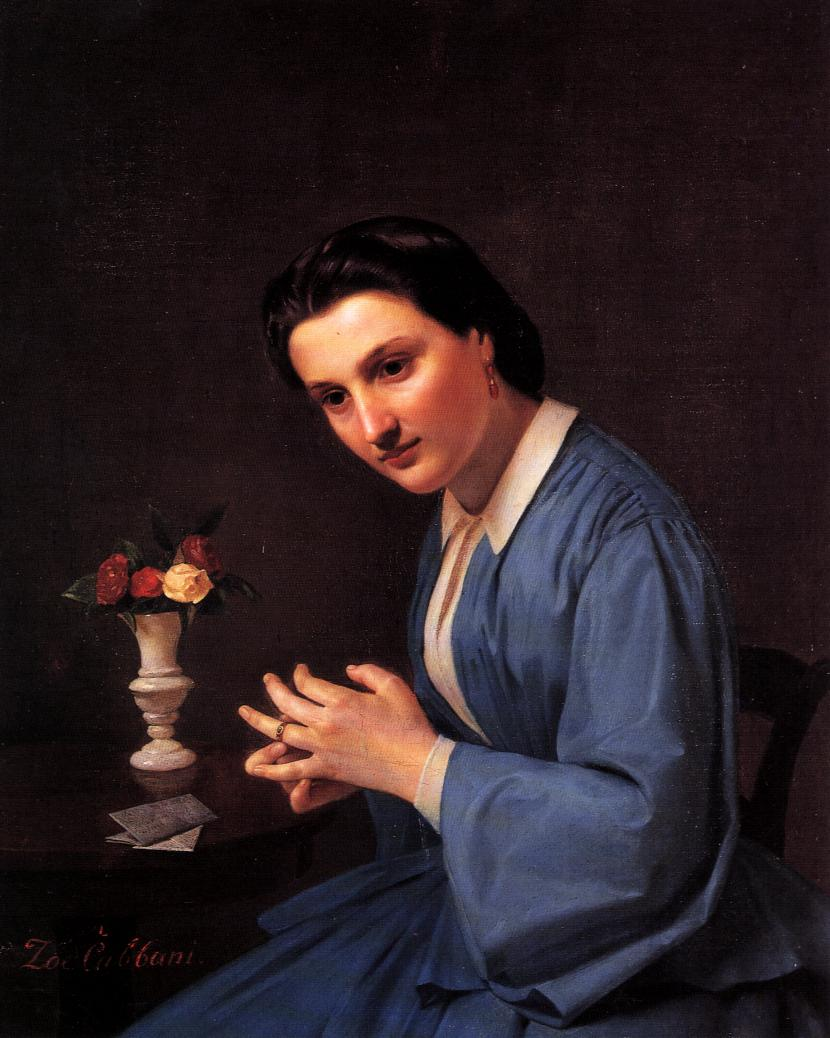
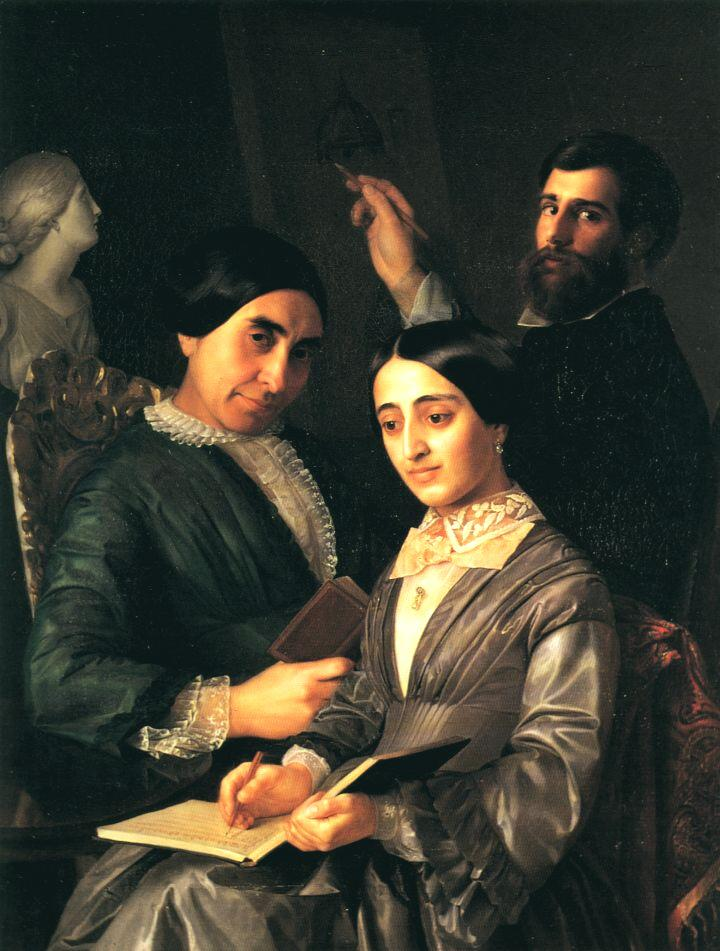
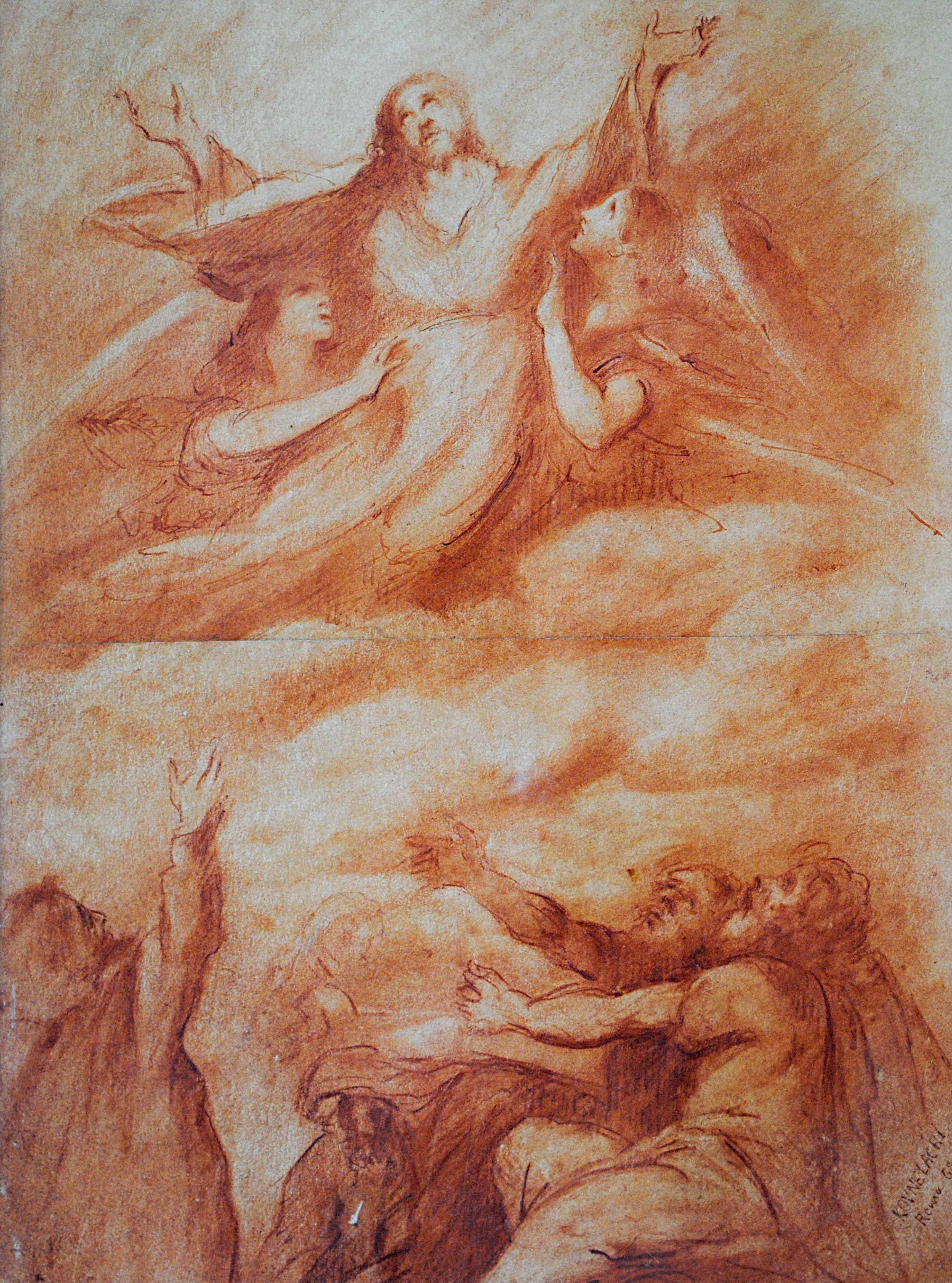
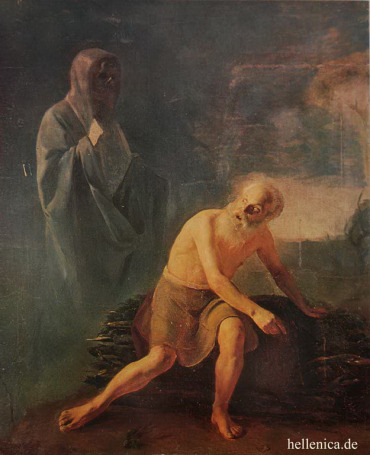